# ジヒドロミリセチン
ジヒドロミリセチン (Dihydromyricetin, DHM) はフラバノノールに分類される化合物の一つ。アンペロプシン (Ampelopsin) とも呼ばれる。

## 分布

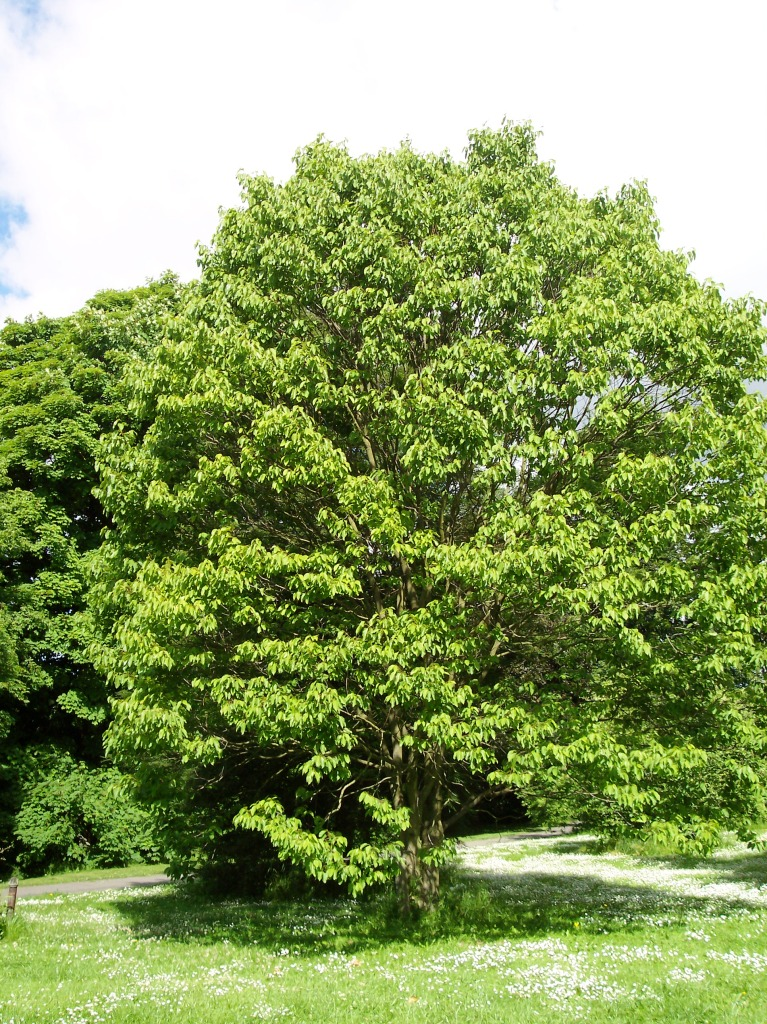
ジヒドロミリセチンはたとえばケンポナシに含まれる

ジヒドロミリセチンはファイトケミカルとしてケンポナシに特に多く含まれ、他にも A. meliaefolia, A. japonica, A. megalophylla, A. cantoniensis (= A. grossedentata), などのノブドウ属 (Ampelopsis) の植物やコントルタマツ、Erythrophleum africanum, Rhododendron cinnabarinum,カツラ に含まれる。

## 薬理作用
ジヒドロミリセチンは、神経細胞に存在し、アルコールなどにも結合する受容体である GABAA 受容体に結合する。ファンシーラットをモデル生物とした研究では、実験対象にアルコールを投与したのちにジヒドロミリセチンを体重あたり 1 mg/kg の用量で投与すると、明確により速く鎮静化することがしめされている。別の研究では、アルコール離脱症状を促進する可能性が示されている。 また、アルコールを好きなだけ摂取可能にしたラットは時間とともにより多量のアルコールを消費するようになり、典型的な中毒症状の兆候を示すが、ある研究では7週間後にアルコールにジヒドロミリセチンを混入させたところ、その後明らかにアルコール消費量が減少し、最初からアルコールとともにジヒドロミリセチンを投与されていたラットと同水準にまで到達した。
投与された成分量の範囲では、実験動物にジヒドロミリセチンによる毒性作用が引き起こされた兆候は検知されなかった。実験で投与された量の100倍の量をラットに投与して初めて、これもまた GABAA-受容体に結合する化合物である、ベンゾジアゼピンが引き起こすような方向障害がわずかに示された。
マウスでの様々な研究の結果、ジヒドロミリセチンには肝臓保護作用があるとされている。ケンポナシ抽出物は2008年、韓国の食品医薬品安全処によりアルコール依存症患者の肝臓再生について認可されている。この働きは500年以上前から知られている。

## 主張される効能
ジヒドロミリセチンは、以下のような様々な健康、ウェルネス、美容上の効能があると主張されている：
抗アルコール中毒： DHMは、肝臓でのアルコール分解を促進し、アルコール誘発性障害を軽減する能力があると主張されているため、二日酔い治療薬に広く使用されている。しかし、薬物動態学的研究では、アルコール代謝に対するDHMの効果は認められなかった。
化粧品への応用： DHMは、紫外線による損傷や老化から皮膚を保護する能力があるとされ、スキンケア製品に使用されている。

## 関連文献
- X. Kou, K. Shen u. a.: Ampelopsin Inhibits H(2) O(2) -induced Apoptosis by ERK and Akt Signaling Pathways and Up-regulation of Heme Oxygenase-1. In: Phytotherapy Research. [elektronische Veröffentlichung vor dem Druck] Dezember 2011, doi:10.1002/ptr.3671. PMID 22144097.
- J. Ye, Y. Guan u. a.: Ampelopsin prevents apoptosis induced by H2O2 in MT-4 lymphocytes. In: Planta Medica. Band 74, Nummer 3, Februar 2008, S. 252–257, doi:10.1055/s-2008-1034317. PMID 18300190.
- L. P. Ruan, B. Y. Yu u. a.: Improving the solubility of ampelopsin by solid dispersions and inclusion complexes. In: Journal of Pharmaceutical and Biomedical Analysis. Band 38, Nummer 3, Juli 2005, S. 457–464, doi:10.1016/j.jpba.2005.01.030. PMID 15925247.
- Y. Zhang, S. Que u. a.: Isolation and identification of metabolites from dihydromyricetin. In: Magnetic Resonance in Chemistry. Band 45, Nummer 11, 2007, S. 909–916. doi:10.1002/mrc.2051
- D. J. Peters, C. P. Constabel: Molecular analysis of herbivore-induced condensed tannin synthesis: cloning and expression of dihydroflavonol reductase from trembling aspen (Populus tremuloides). In: The Plant Journal. Band 32, Nummer 5, 2002, S. 701–712. doi:10.1046/j.1365-313X.2002.01458.x
- 3,3′,4′,5,5′,7-Hexahydroxy-2,3-Dihydro-Flavanonol 27200-12-0. In: Sax's Dangerous Properties of Industrial Materials. doi:10.1002/0471701343.sdp13587